# Писарёвское сельское поселение (Волгоградская область)
Писарёвское се́льское поселе́ние — муниципальное образование (сельское поселение) в составе Фроловского района Волгоградской области.
Административный центр — хутор Писарёвка.
Глава Писарёвского сельского поселения — Сурков Сергей Александрович.

## География
Поселение расположено на юго-востоке Фроловского района.
Граничит с:
- на северо-востоке — с Арчединским сельским поселением
- на востоке — с Ольховским районом
- на юге — с Иловлинским районом
- на юго-западе — с Шуруповским сельским поселением
- на северо-западе — с Терновским сельским поселением

## Население
| 2010 | 2012 | 2013 | 2014 | 2015 | 2016 | 2017 |
| ---- | ---- | ---- | ---- | ---- | ---- | ---- |
| 623  | ↘615 | ↗622 | ↗625 | ↗629 | ↘621 | ↗622 |
| 2018 | 2019 | 2020 | 2021 |      |      |      |
| ↘610 | ↘592 | ↘584 | ↘576 |      |      |      |

## Административное деление
Код ОКАТО — 18 256 836 000
Код ОКТМО — 18 656 436
На территории поселения находятся 2 хутора:
| Название     | ОКАТО          | Тип населённого пункта        | Население, тыс. чел |
| ------------ | -------------- | ----------------------------- | ------------------- |
| Писарёвка    | 18 256 836 001 | хутор, административный центр | 0,63                |
| Нижние Липки | 18 256 836 002 | хутор                         | 0,04                |

## Власть
В соответствии с Законом Волгоградской области от 18 ноября 2005 г. N 1120-ОД «Об установлении наименований органов местного самоуправления в Волгоградской области», в Писарёвском сельском поселении установлена следующая система и наименования органов местного самоуправления:
- Совет депутатов Писаревского сельского поселения (11 октября 2009 года избран второй созыв)
численность (первого созыва) — 7 депутатов[15]
избирательная система — мажоритарная, один многомандатный избирательный округ.
- Глава Писаревского сельского поселения — Сурков Сергей Александрович (избран 14 марта 2010 года на досрочных выборах)[3]
- Администрация Писаревского сельского поселения